# Mazzo di Valtellina
Mazzo di Valtellina es una localidad y comune italiana de la provincia de Sondrio, región de Lombardía, con 1.071 habitantes. Es conocido por ser el inicio de una vertiente del Mortirolo, uno de los puertos más importantes del Giro de Italia.

## Evolución demográfica
| Gráfica de evolución demográfica de Mazzo di Valtellina entre 1861 y 2001 |
|                                                                           |
| Fuente ISTAT - elaboración gráfica de Wikipedia                           |